# Trubadur
Trubadúr je bil pesnik in pevec v srednjeveški Franciji. Trubadurstvo se je razvilo na jugu Francije, kjer je prebivalstvo govorilo okcitanščino, t. i. fr. »langue d'oc«. Izraz prihaja iz besede »trobar«, kar pomeni najti, iznajti. Take vrste umetnost se je na jugu Francije razvila predvsem zato, ker je bil jug srednjeveške Francije kulturno precej razvitejši od severne. Šele kasneje se je na severu, po trubadurskem vzorcu, izoblikovala podobna oblika pesništva, troverstvo. 

## Zgodovina trubadurstva
V 12. stoletju se je na jugu Francije razvila posebna oblika besednega in književnega ustvarjanja, imenovana »dvorna ljubezen«, kjer je šlo predvsem za opevanje lepote, čistosti in nežnosti dvorjank. Trubadur je bil tako dvorni pevec. 
Francoska in nato še angleška kraljica Eleonora Akvitanska je tovrstno umetnost zelo podpirala, vabila trubadurje na svoj dvor in zaradi tega je prišlo do izjemnega prepletanja severne, frankovske, ter južne, provansalske kulture ter dveh, takrat še precej različnih jezikov. 
Po zgledu trubadurjev so na severu Francije začele nastajati podobne pesmi, vendar z drugačno vsebino. Izraz za severnjaškega pesnika je truver. Severnjaške pesmi pa so opevale hrabra viteška dejanja in pogum vitezov v bojih. Snov za takšne pesmi so vzeli iz križarskih vojn, osvajanj Karla Velikega (Pesem o Rolandu), ter keltskih in britanskih legend o kralju Arturju in vitezih okrogle mize. Te pesmi so bile obsežnejše, zato jih imenujemo epi. Navdih so pri trubadurjih našli tudi pevci nemškega prostora, imenovani minezengerji (nemško minnesänger). 

## Znani trubadurji
- Aimeric de Peguilhan
- Arnaut Daniel
- Arnaut de Mareuil
- Bertran de Born
- Jehan Bodel
- Guillaume de Cabestang
- Peire Cardenal
- Martin Codax
- Le Châtelain de Coucy (Guy de Couci)
- Ernoul le Vieux
- Folquet de Marselh
- Gaucelm Faidit
- Guillaume IX. de Poiters - Viljem deveti iz Poitersa
- Guiot de Dijon
- Guiraut de Bornelh
- Guiraut Riquier
- Jaufré Rudel
- Marcabru
- Menih iz Montaudana
- Raimbaut de Vaqueiras
- Sordello
- Bernart de Ventadorn
- Peire Vidal
- William IX. iz Akvitanije
- William II. Villehardouin

Trubadurske pesmi so imele tudi različne oblike, zato jih delimo na: 
- pesmi
- jutranjice
- serenade
- balade
- žalostinke